# Sharleen Stratton
Sharleen Marie Stratton (* 9. Oktober 1987 in Brisbane) ist eine australische Wasserspringerin. Sie startet im Kunstspringen vom 1-m- und 3-m-Brett und im 3-m-Synchronspringen.
Sharleen Stratton nahm an den Olympischen Spielen 2008 in Peking teil. Im Kunstspringen vom 3-m-Brett wurde sie Siebte und im 3-m-Synchronwettbewerb mit Briony Cole Fünfte. Ihr sportlich bislang größter Erfolg war der Gewinn der Bronzemedaille bei der Weltmeisterschaft 2007 in Melbourne zusammen mit Cole und 2011 in Shanghai zusammen mit Anabelle Smith. Vom 3-m-Brett erreichte sie 2011 zudem einen fünften Rang und damit ihr bislang bestes Einzelresultat bei Weltmeisterschaften.
Erfolgreich war Stratton auch bei Commonwealth Games: 2006 in Melbourne gewann sie Silber vom 1-m-Brett und Gold im 3-m-Synchronspringen, 2010 in Delhi erneut Silber vom 1-m-Brett und Silber im 3-m-Synchronspringen sowie die Goldmedaille vom 3-m-Brett.